# Хуторок в степи (фильм)
«Хуторок в степи» — советский художественный фильм, снятый в 1970 году режиссёром Борисом Алексеевичем Бунеевым на киностудии имени М. Горького.
Экранизация одноимённого романа (1956) В. П. Катаева. Последний фильм трилогии: «Белеет парус одинокий», «За власть Советов», «Хуторок в степи».
Премьера фильма состоялась 19 июля 1971 года.

## Сюжет
Действие фильма происходит в предреволюционные 1910—1912 годы. Повзрослевшие друзья ученик гимназии, сын учителя Петя Бачей и простой паренек из семьи рыбака Гаврик Черноиваненко участвуют в работе одесского большевистского подполья.

## В ролях
- Игорь Корытнюк — Петя Бачей
- Андрей Юдин — Гаврик Черноиваненко
- Светлана Орлова — Маринка
- Наташа Марцишевская — Мотя
- Ярослав Корытнюк — Павлик
- Нина Меньшикова — Татьяна Ивановна, тётя
- Юрий Любимов — Василий Петрович Бачей
- Андрей Гончар — Терентий
- Вадим Захарченко — Ближенский
- Любовь Калюжная — Дуня
- Виктор Мизин — Гаврила
- Татьяна Панкова — мадам Стороженко
- Клара Румянова — Павловская
- Лилиан Малкина — тапёрша
- Всеволод Якут — Илья Францевич Файг, выкрест, богач, владелец и директор коммерческого училища
- Нина Делекторская — Софья Ивановна, газетчица
- Даниил Домбровский — Осипов
- Андрей Думиника — перс
- Евгений Гуров — Иван Антонович
- Василий Галактионов — эпизод
- Константин Карельских — жандармский ротмистр

## Съёмочная группа
- Автор сценария — Валентин Петрович Катаев
- Режиссёр-постановщик — Борис Алексеевич Бунеев
- Оператор-постановщик — Граир (Григорий) Гарибян
- Художник-постановщик — Ольга Беднова
- Композитор — Михаил Раухвергер